# Kỷ nguyên rock (phim 2012)
Kỷ nguyên rock (tựa gốc: Rock of Ages) là một phim điện ảnh hài-chính kịch âm nhạc của Mỹ năm 2012, dựa trên vở nhạc kịch jukebox rock Broadway Rock of Ages của Chris D'Arienzo. Phim có sự tham gia của hai ca sĩ nhạc đồng quê là Julianne Hough và Diego Boneta cùng với sự góp mặt của dàn diễn viên như Russell Brand, Alec Baldwin, Paul Giamatti, Catherine Zeta-Jones, Malin Åkerman, Mary J. Blige, Bryan Cranston và Tom Cruise, với ảnh hưởng từ nhiều nghệ sĩ nhạc rock thập niên 1980 và glam rock như Def Leppard, Journey, Scorpions, Poison, Foreigner, Guns N' Roses, Pat Benatar, Joan Jett, Bon Jovi, Twisted Sister, Whitesnake, REO Speedwagon và một số nghệ sĩ khác.